# إيست هيفن (كونيتيكت)
إيست هيفن (بالإنجليزية: East Haven, Connecticut) هي بلدة أمريكية تقع في الولايات المتحدة في كونيتيكت. يقدر عدد سكانها بـ 29,257 نسمة ومساحتها 34.8 كم2 وترتفع عن سطح البحر 9 متر.

## المناخ
يظهر الجدول التالي التغييرات المناخية على مدار السنة لإيست هيفن:
| البيانات المناخية لـإيست هيفن      | البيانات المناخية لـإيست هيفن | البيانات المناخية لـإيست هيفن | البيانات المناخية لـإيست هيفن | البيانات المناخية لـإيست هيفن | البيانات المناخية لـإيست هيفن | البيانات المناخية لـإيست هيفن | البيانات المناخية لـإيست هيفن | البيانات المناخية لـإيست هيفن | البيانات المناخية لـإيست هيفن | البيانات المناخية لـإيست هيفن | البيانات المناخية لـإيست هيفن | البيانات المناخية لـإيست هيفن | البيانات المناخية لـإيست هيفن |
| الشهر                              | يناير                         | فبراير                        | مارس                          | أبريل                         | مايو                          | يونيو                         | يوليو                         | أغسطس                         | سبتمبر                        | أكتوبر                        | نوفمبر                        | ديسمبر                        | المعدل السنوي                 |
| ---------------------------------- | ----------------------------- | ----------------------------- | ----------------------------- | ----------------------------- | ----------------------------- | ----------------------------- | ----------------------------- | ----------------------------- | ----------------------------- | ----------------------------- | ----------------------------- | ----------------------------- | ----------------------------- |
| متوسط درجة الحرارة الكبرى °ف (°م)  | 35.4 (1.9)                    | 38.7 (3.7)                    | 48.0 (8.9)                    | 59.5 (15.3)                   | 70.9 (21.6)                   | 79.3 (26.3)                   | 83.8 (28.8)                   | 81.3 (27.4)                   | 73.0 (22.8)                   | 62.1 (16.7)                   | 50.7 (10.4)                   | 39.6 (4.2)                    | 60.3 (15.7)                   |
| متوسط درجة الحرارة الصغرى °ف (°م)  | 18 (−8)                       | 19.2 (−7.1)                   | 27.3 (−2.6)                   | 36.3 (2.4)                    | 46.8 (8.2)                    | 55.8 (13.2)                   | 61.0 (16.1)                   | 59.2 (15.1)                   | 51.3 (10.7)                   | 39.7 (4.3)                    | 28.6 (−1.9)                   | 22.8 (−5.1)                   | 39.0 (3.9)                    |
| الهطول إنش (مم)                    | 3.7 (95)                      | 3.7 (94)                      | 4.1 (105)                     | 3.7 (94)                      | 3.7 (95)                      | 3.3 (84)                      | 4.0 (101)                     | 4.2 (107)                     | 3.6 (91)                      | 3.5 (88)                      | 3.7 (95)                      | 3.8 (97)                      | 45.1 (1٬145)                  |
| متوسط أيام هطول الأمطار (≥ 0.1 mm) | 10                            | 8                             | 10                            | 14                            | 11                            | 9                             | 9                             | 8                             | 7                             | 8                             | 9                             | 9                             | 109                           |
| المصدر: Weatherbase,               |                               |                               |                               |                               |                               |                               |                               |                               |                               |                               |                               |                               |                               |